# Бостонский брак

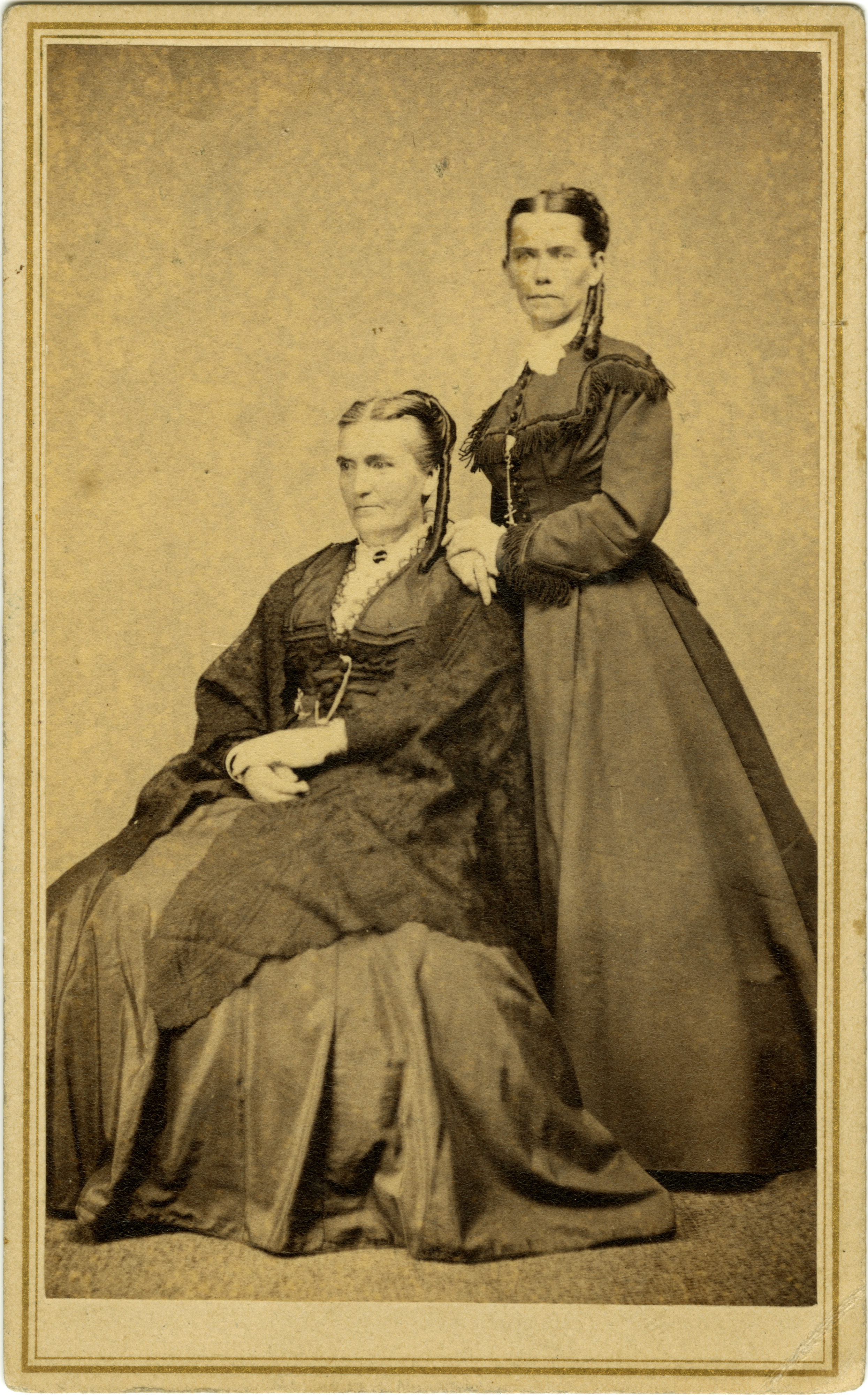
Основательницы Shimer College Фрэнсис Шимер (слева) и Синдерелла Грегори в 1869 году.

Бостонский брак (англ. Boston marriage) — историческое название совместного долгосрочного проживания двух женщин.
Термин использовался в Новой Англии с конца XIX века по начало XX века. Он описывал новый для того времени тип союзов, объединявший стремившихся к финансовой независимости и карьерному росту женщин. Хотя бостонский брак не был напрямую связан с каким-либо видом романтических отношений, он также был популярен среди гомосексуальных женщин как способ сокрытия считавшихся в то время недопустимыми лесбийских отношений.

## Происхождение термина

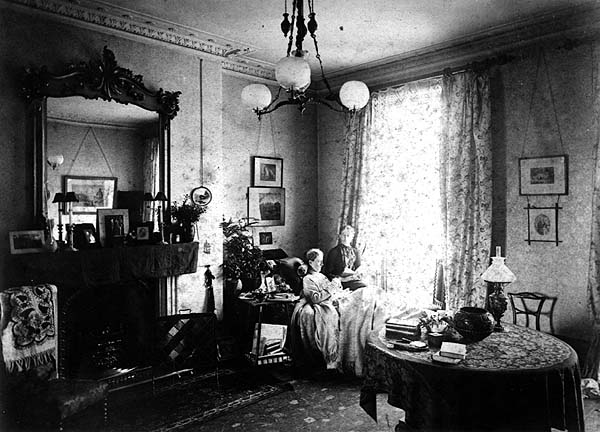
Алиса Джеймс (англ., слева) и Кэтрин Лоринг (англ.) в 1890 году

Термин берёт своё начало от романа американского писателя Генри Джеймса «Бостонцы» (1886), в котором описывалась долгосрочная совместная жизнь двух незамужних, «новых женщин», хотя сам писатель данный термин не употреблял. Одним из примеров, использовавшихся при создании этого произведения, послужил опыт его родной сестры Алисы Джеймс (англ.), которая жила в подобных отношениях с Кэтрин Лоринг (англ.). Впервые этот термин был упомянут в 1897 году суфражисткой Эдной Д. Чейни, которая настаивала на общественном признании таких отношений.

## Содержание и история понятия
Появление этого термина в Новой Англии пришлось на время, когда женщины получили право на образование и когда появились различные женские колледжи (Уэллсли (1870), Смит (1871), Вассар (англ., 1861)).
Концепция близких отношений между двумя женщинами не была новой в западной цивилизации. Схожий термин XIX века «романтическая дружба» описывал взаимосвязи, которые были известны по крайней мере с эпохи Возрождения. Однако «бостонский брак» обозначил новое явление: состоящие в нём женщины значительно отличались от социальной нормы того времени, они стремились получить высшее образование, разделяли феминистские идеи, стремились к финансовой независимости и были нацелены на построение карьеры. Такие женщины образовали социальную группу «новых женщин». Их отношения в «бостонском браке» были долгосрочными и гармоничными, что делало данные сожительства похожими на обычные браки. Однако отсутствие мужчины в этом союзе давало его участницам возможность самим распоряжаться своей жизнью, реализовывать свои карьерные и жизненные амбиции. Такая свобода была недоступна в то время женщинам, которые состояли в браке и зачастую в значительной степени были зависимы от своих супругов. Кроме того, женщины в «бостонском браке» не только вели совместное хозяйство, но и оказывали друг другу финансовую и психологическую поддержку, тогда как общество враждебно относилось к амбициозным женщинам.
«Бостонские браки» были настолько распространены в колледже Уэллсли, что назывались иногда «уэллслискими браками». Такая ситуация в учебном заведении была связана с тем, что женщина, выходя замуж, должна была оставить все свои академические должности. В результате женщины-учёные вынуждены были искать альтернативу классической семейной жизни. Кроме того, освобождение от традиционных семейных обязанностей серьёзно помогало в реализации научной карьеры.
До 1920-х годов «бостонские браки» воспринимались обществом как допустимые, естественные и даже респектабельные. Общественное признание таких союзов основывалось на том мнении, что они не носили сексуальный характер. Такое восприятие стало возможным в том числе благодаря тому, что в то время женская сексуальность в целом отрицалась, секс считался необходимой обязанностью женщины для продолжения рода. Однако на практике в данных союзах женщины часто имели романтические, лесбийские отношения. После 1920-х годов «бостонские браки» всё чаще стали ассоциироваться с однополыми связями, в результате чего это явление стало утрачивать своё значение и всё меньше одиноких женщин выбирали такие сожительства.

## Известные примеры

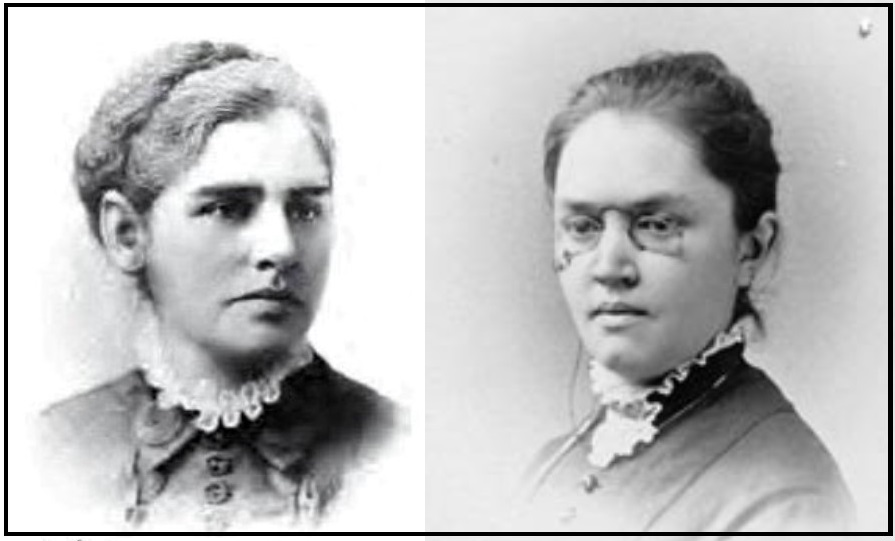
Кэтрин Ли Бейтс и Кэтрин Эллис Коман (англ.) прожили друг с другом 25 лет

В подобных отношениях жили писательницы Сара Орн Джуэтт (англ.) и Энни Филдс (англ.). Первая из них написала роман «Дипхейвен» (1877), в котором описывался данный тип союза. В «бостонском браке» жили поэтесса Кэтрин Ли Бейтс и историк Кэтрин Эллис Коман (англ.). В более позднее время к таким отношениям относили сожительство исследовательницы Кэтрин Блоджетт и Гертруды Браун.

## Современность
Хотя понятие «бостонского брака» в значительной степени имеет исторический характер, и в современном мире есть женские пары, которые ассоциируют свое сожительство с ним. Многие женщины находят экономически и психологически целесообразной идею совместного проживания с близкими подругами вне зависимости от ориентации.